# 52225 Panchenko
52225 Panchenko è un asteroide della fascia principale. Scoperto nel 1968, presenta un'orbita caratterizzata da un semiasse maggiore pari a 3,0534009 au e da un'eccentricità di 0,1945178, inclinata di 13,13389° rispetto all'eclittica.
L'asteroide è dedicato allo scienziato russo Vladislav Yakovlevič Pančenko.